# هوغو دورو
هوغو دورو بيراليس (بالإسبانية: Hugo Duro Perales) (مواليد 10 نوفمبر 1999) هو لاعب كرة قدم إسباني يلعب كمهاجم في نادي فالنسيا.

## روابط خارجية
- هوغو دورو على موقع الاتحاد الأوربي (الإنجليزية)
- هوغو دورو على موقع إي إس بي إن إف سي (الإنجليزية)
- هوغو دورو على موقع قاعدة بيانات كرة القدم.إي يو (الإنجليزية)
- هوغو دورو على موقع ليكيب (الفرنسية)
- هوغو دورو على موقع Soccerbase.com (لاعب) (الإنجليزية)
- هوغو دورو على موقع Soccerway.com (الإنجليزية)
- هوغو دورو على موقع عالم كرة القدم.نت (الإنجليزية)
- هوغو دورو على موقع AS.com (الإسبانية)